# Sydbyskolen
Sydbyskolen er en skole der ligger i Næstved Kommune i det sydlige Sjælland. 
Skolen består af 2 afdelinger den ene er 0,1,2Årgang og den anden er så 3,4,5,6 årgang og så skal man skifte skole 
Der går ca Omkring 300 Elever og omkring 100 lærere og Pædagoer Der er en stor legeplads skolegård Der består af 2 Klatre tårne 8 gynger en fodboldbane to Parkuer baner 
Og 2 Basket Baner og masser af grønne træer og buske